# Куевас-Лабрадас (Теруель)
Куевас-Лабрадас (ісп. Cuevas Labradas) — муніципалітет в Іспанії, у складі автономної спільноти Арагон, у провінції Теруель. Населення — 141 особа (2010).
Муніципалітет розташований на відстані близько 220 км на схід від Мадрида, 13 км на північ від міста Теруель.

## Демографія
Динаміка населення (INE ):